# يوهان سانغاري
يوهان سانغاري (بالفرنسية: Yohann Sangaré)‏ مواليد 5 أبريل 1983 في فرنسا، هو لاعب كرة سلة فرنسي. بدأ مسيرته الاحترافية في سنة 2001. يلعب مع أسفيل باسكت في الدوري الفرنسي لكرة السلة الدرجة الأولى كلاعب هجوم خلفي. يحمل الرقم 20. يبلغ طوله 6 قدم 4 بوصة (1.9 م).

## المسيرة الاحترافية
لعب مع بلد الوليد في الدوري الإسباني في موسم 2002–2003، ثم لعب مع دي لا بالما في موسم 2003–2004، ثم لعب مع أسفيل باسكت في الدوري الفرنسي من سنة 2004 إلى 2008، ثم لعب مع أولمبيا ميلانو في الدوري الإيطالي في موسم 2008–2009، ثم لعب مع فيرارا في موسم 2009–2010، ثم لعب مع إس تي بي لو هافر في الدوري الفرنسي في موسم 2010–2011، ثم لعب مع أورليان لواريت في موسم 2011–2012.

## روابط خارجية
- يوهان سانغاري على موقع الاتحاد الدولي لكرة السلة (الإنجليزية)
- يوهان سانغاري على موقع الدوري الإسباني لكرة السلة (الإسبانية)
- يوهان سانغاري على موقع كرة السلة الأوروبية.كوم (الإنجليزية)
- يوهان سانغاري على موقع ريلجم (الإنجليزية)
- يوهان سانغاري على موقع بروبوليرز (الإنجليزية)
- يوهان سانغاري على موقع سبورتس رفرنس (الإنجليزية)